# 717 Wisibada
717 Wisibada eller 1911 MJ är en asteroid i huvudbältet, som upptäcktes 26 augusti 1911 av den tyske astronomen Franz H. Kaiser i Heidelberg. Den är uppkallad efter den tyska staden Wiesbaden.
Asteroiden har en diameter på ungefär 27 kilometer.